# Transport ferroviaire en Slovaquie
L'histoire du transport ferroviaire en Slovaquie débute par une ligne à traction chevaline entre Bratislava et Svätý Jur le 21 septembre 1840 et le 20 août 1848 entre  Bratislava et Vienne en traction vapeur.
La compagnie Železnice Slovenskej republiky a été établie en 1993 et est le successeur des Československé státní drahy en Slovaquie.

## Réseau ferré

### Écartements
| Écartement | Longueur du réseau |
| ---------- | ------------------ |
| 1435 mm    | 3509 km            |
| 1520 mm    | 99 km              |
| 1000 mm    | 44 km              |
| 760 mm     | 6 km               |

### Connexions avec les pays frontaliers
- Même écartement 1,435 mm

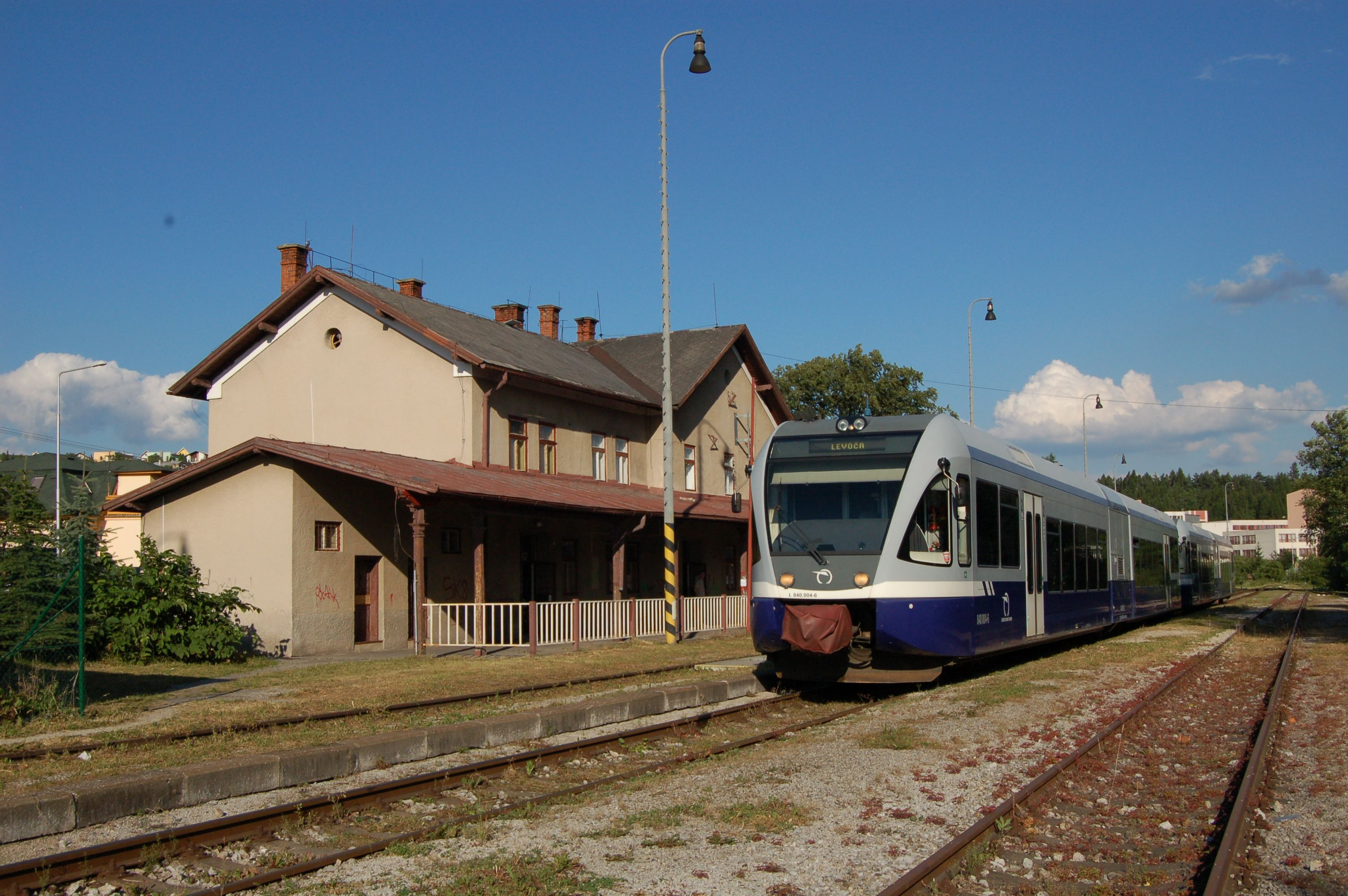
Rame Stadler en gare de Levoča.

  - Autriche - alimentation électrique différente 3 kV DC/15 kV AC
  - Allemagne — alimentation électrique différente 3 kV DC/15 kV AC
  - Hongrie — alimentation électrique 25 kV AC
  - Pologne — même alimentation électrique 3 kV DC
  - République tchèque — même alimentation électrique 3 kV DC
- Changement d'écartement 1,520 mm
  - Ukraine — alimentation électrique 3 kV DC

## Opérateurs
- Železnice Slovenskej republiky (ŽSR) - Société étatique propriétaire de l'infrastructure
- Čiernohronská železnica (ČHŽ) - Chemin de fer à écartement de 760 mm propriété des villages riverain de la ligne
- Le chemin de fer historique Vychylovka (HLÚŽ or OKLŽ) - Chemin de fer à écartement de 760 mm propriété du Musée de Kysuce
- Chemin de fer du Musée de l'agriculture de Nitra (NPŽ) - Chemin de fer à écartement de 760 mm
- Železničná spoločnosť Slovensko a. s. (ŽSSK) - Société étatique exploitante du service passager
- Železničná spoločnosť Cargo Slovakia a. s.(ŽSSK Cargo) - Société étatique exploitante du service cargo